# Katalanische Spätgotik

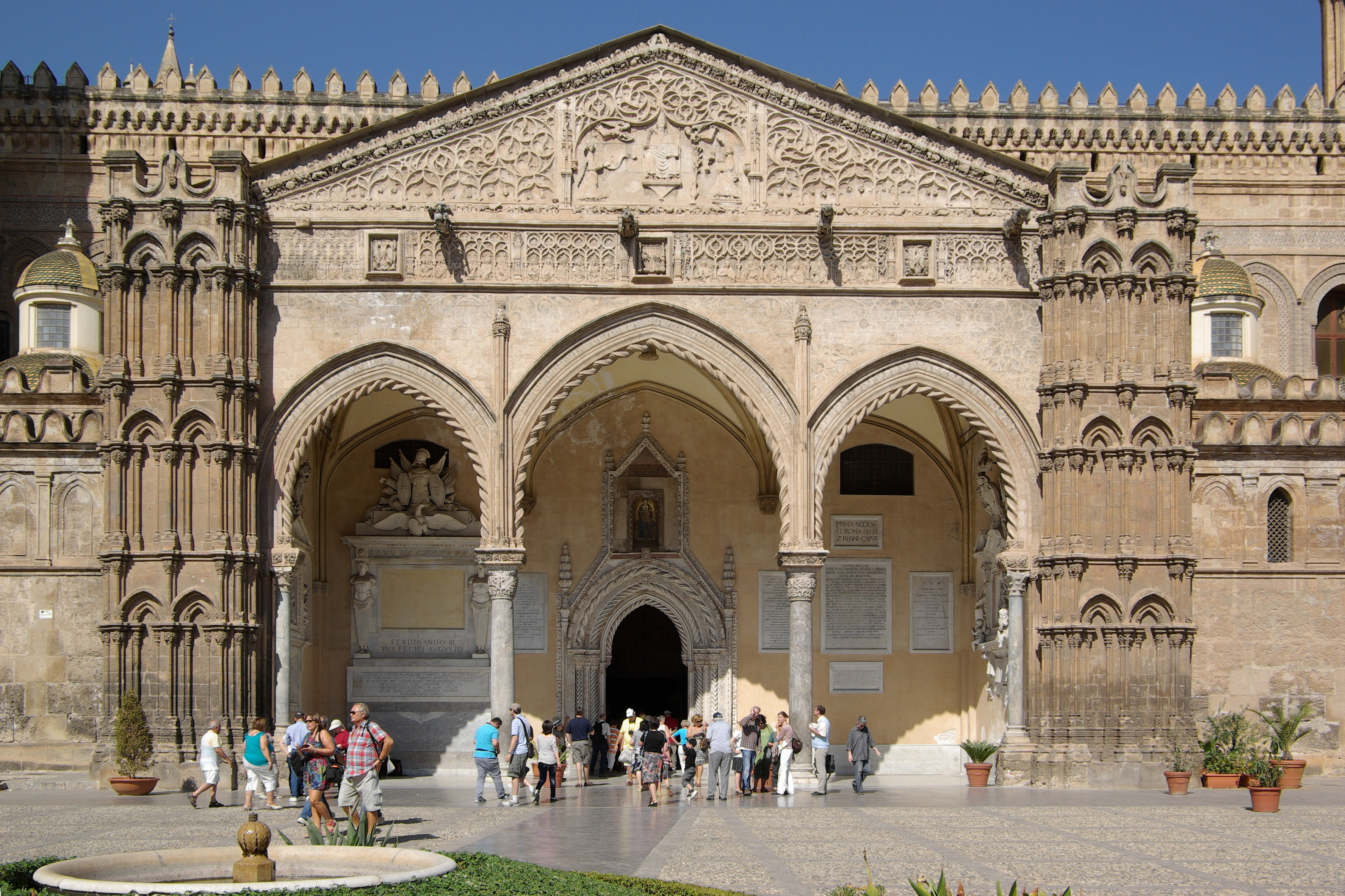
Südportikus der Kathedrale von Palermo

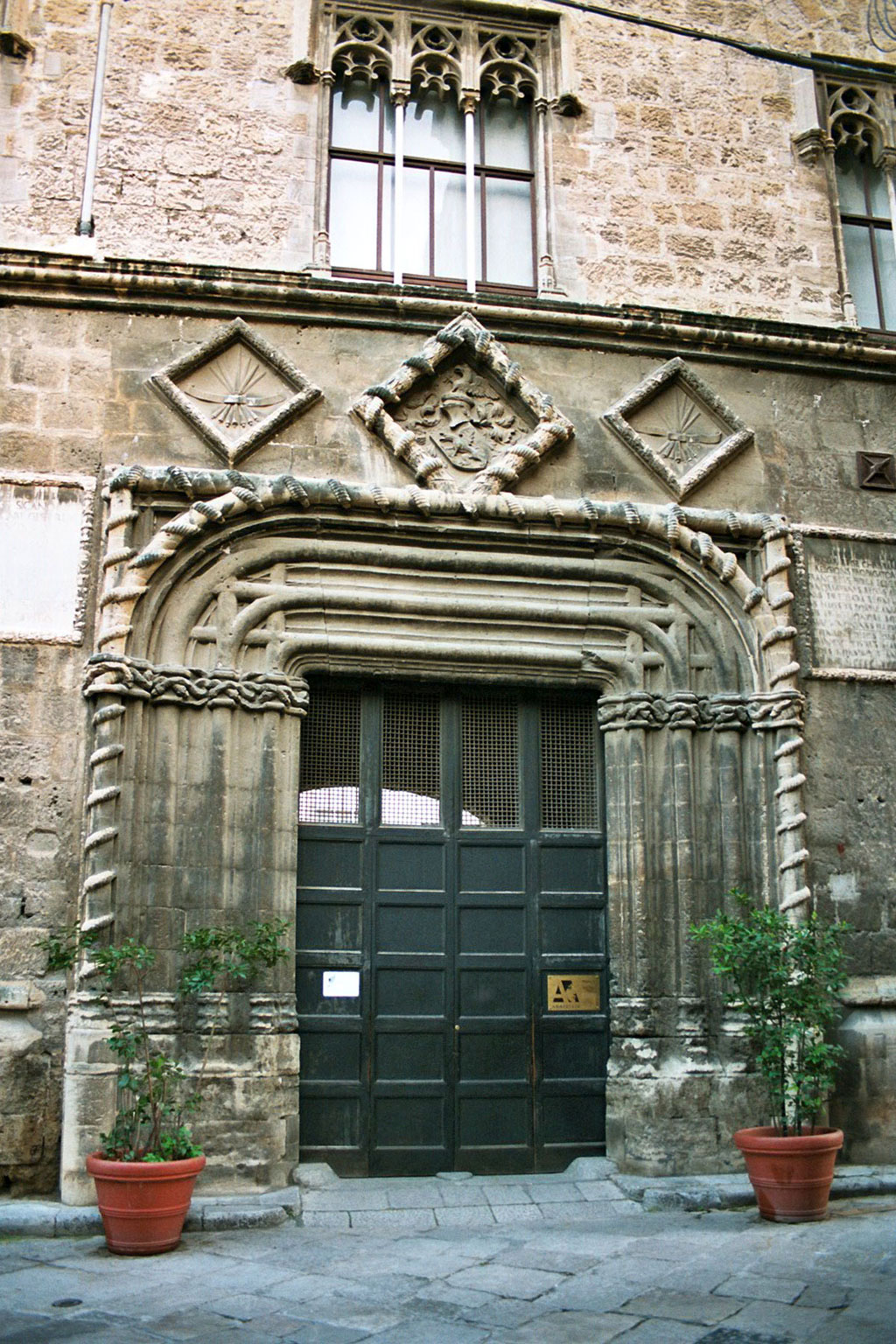
Portal des Palazzo Abatellis

Die katalanische Spätgotik ist ein gotischer Baustil, der im 15. Jahrhundert als Endphase aus der katalanischen Gotik hervorging. 
Die katalanischen Gotik wurde unter dem Einfluss südwestfranzösischer Vorbilder im ersten Drittel des 14. Jahrhunderts in Katalonien entwickelt. In ihrer Spätphase zeichnet sie sich durch nur wenig gegliederte Flächen und einer Vorliebe für große Räume aus. Dominierend ist der horizontale, in die Breite wirkende Aspekt, so dass basilikale Kirchenräume bis zu sieben Schiffe aufweisen können. Dem gleichen Gestaltungswillen folgt die Neuerung, Spitzbögen von Toren und Fenstern nicht mehr so hoch wie in der Hochgotik aufstreben zu lassen, sondern mehr in die Breite zu ziehen. Ein weiteres Kennzeichen des Stils ist die florale Ornamentik, die bereits einen Übergang zu Frühformen der Renaissance erkennen lässt. 
Bekannte Vertreter der katalanischen Spätgotik in Spanien sind zum Beispiel die Kathedrale von Girona, die Kirchen Santa Maria del Pino und Santa Maria del Mar in Barcelona.
Im Herrschaftsbereich der Krone von Aragonien wurde der Stil auch nach Sardinien und Sizilien verbreitet. In Sardinien entstand im 16. Jahrhundert beispielsweise katalanisch-spätgotische Kathedrale von Alghero.
Ein anschauliches Beispiel für die katalanische Spätgotik in Sizilien bietet der Südportikus der Kathedrale von Palermo, an dem die floralen Elemente und die gedrückten Spitzbögen gut zu erkennen sind. An dem Eingangsportal des Palazzo Abatellis in Palermo ist der Übergang zur Renaissance schon so weit vollzogen, dass gar kein Bogen mehr verwendet wird, sondern ein horizontaler Türsturz. Ein weiteres Beispiel für die katalanische Spätgotik auf Sizilien ist der Portikus der Kirche Santa Maria della Catena in Palermo.